# Iver Hvitfeldt (Schiff)
Die Iver Hvitfeldt war ein dänisches Küstenpanzerschiff. Es war benannt nach dem norwegisch-dänischen Admiral Iver Hvitfeldt (1665–1710).
Das Schiff folgte dem internationalen Trend mit je einem Geschützturm vorn und hinten. Die Bemühungen der dänischen Marine, weitere Schiffe dieses Typ zu erhalten, scheiterten. Ihr wurden nur die Kleinen Kreuzer der Hekla-Klasse genehmigt. Erst mit den drei Schiffen der Herluf-Trolle-Klasse erhielt die Marine zwischen 1899 und 1908 die seit Jahren geforderte homogene Verteidigungsflotte.

## Baugeschichte

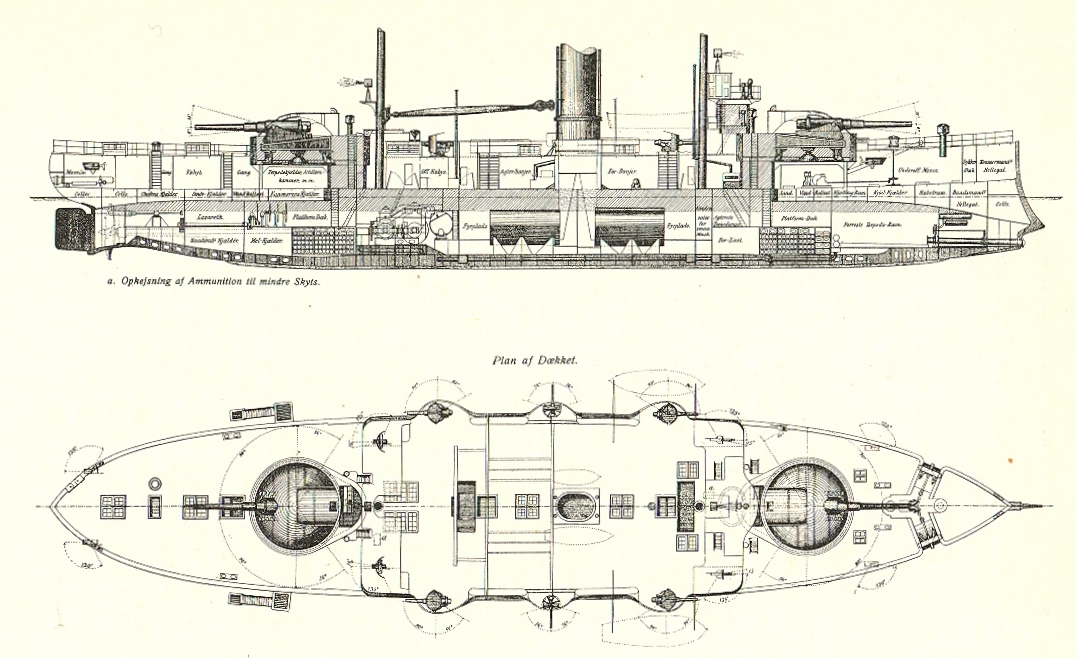
Plan der Iver Hvitfeldt

Die Iver Hvitfeldt hatte die damals übliche Verbundpanzerung. Der Mittelteil war nach dem System der damaligen Zitadellpanzerung umfassend geschützt; die Enden verfügten nur über ein einfaches gewölbtes Panzerdeck. Die 26-cm-Geschütze wurden von der deutschen Firma Krupp geliefert, hatten eine verbesserte Reichweite von 9.500 m und konnten alle 4 Minuten feuern. Gegenüber der vorangehenden Tordenskjold mit ihrer 35,5-cm-Kanone (9000 m/alle 10 Minuten ein Schuss) konnte sie weiter und schneller schießen. Die ebenfalls von Krupp gelieferten 12-cm-Geschütze waren in Schwalbennestern aufgestellt, um einen möglichst großen Feuerbereich zu haben.
Die Iver Hvitfeldt konnte wie auch die Tordenskjold zwei kleine Torpedoboote mitführen, die von Thornycroft als Nr. 8 und 9 geliefert wurden. Zwei Boote mit den Nummern 6 und 7 hatte Thornycroft 1884 bereits für das Panzerschiff Helgoland geliefert. Die Iver Huitfeldt führte ihre Torpedoboote von 1890 bis 1894 mit; danach wurden die 16-t-Boote von 20,5 m Länge bis 1916 selbständig als Torpedoboote 2. Klasse eingesetzt.

## Einsatzgeschichte

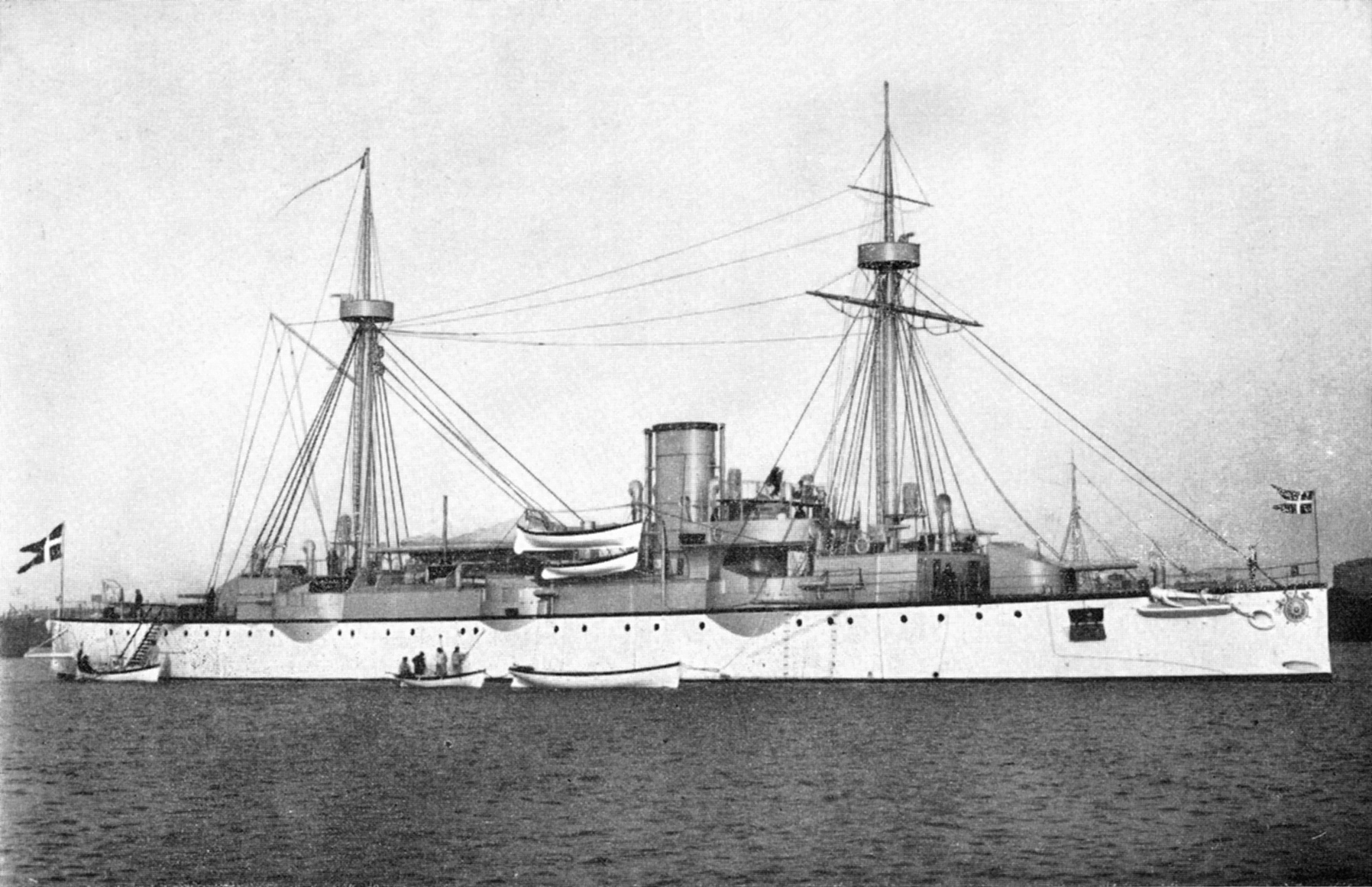
Die Valkyrien

Die im April 1884 vom Stapel gelaufene Iver Hvitfeldt kam alle drei Jahre für etwa vier Monate in Dienst und führte dann selbständige Reisen sowie Übungen im Geschwader durch. Ihre erste Indienststellung erfolgte am 1. Juni 1887 für vier Monate.
1890 und 1893 erfolgten die nächsten Indienststellungen. 1893 führte sie im Herbst eine Übungsreise mit den kleinen Geschützten Kreuzern Valkyrien und Gejser sowie vier Torpedobooten durch. Am 6. Juni 1896 stellte das Panzerschiff wieder in Dienst und lief dann ab dem 13. Juli mit der Valkyrien nach England, um Dänemark bei der Hochzeit des Prinzen Carl (1872–1957) mit der britischen Prinzessin Maud (1869–1938), dem späteren ersten Königspaar des ab 1905 wieder selbständigen Norwegens, zu vertreten. Der Reise schlossen sich die üblichen Übungen an. Die nächste aktive Phase der Iver Hvitfeldt folgte 1899.
Am 18. Dezember 1903 brach ein Brand an Bord des Schiffes aus, während es in der Marinestation Holmen in Kopenhagen aufgelegt war. Es gab erhebliche Sachschäden, aber keine Menschen kamen zu Schaden. Die Schäden konnten während des Winters wieder beseitigt werden und im Sommer 1904 wurde das Schiff wieder aktiviert. Letztmals wurde das Schiff dann 1907 zum Flottendienst herangezogen.
Der Verteidigungsplan von 1909 sah vor, dass die Iver Hvitfeldt nur noch der Verteidigung Kopenhagens dienen sollte. Im Ersten Weltkrieg, in dem fast alle Schiffe der dänischen Marine zur Sicherung der Neutralität aktiv waren, blieb die Iver Hvitfeldt als Materialreserve in der Orlogsværftet und gab ihre Schnellfeuerwaffen an andere Schiffe der Marine ab. 1918 wurde sie Wohnschiff, aber im folgenden Jahr zum Abbruch verkauft.

## Die dänischen Küstenpanzerschiffe
| Name           | Stapellauf         | Verdrängung | Geschwindigkeit | Hauptbewaffnung  |
| -------------- | ------------------ | ----------- | --------------- | ---------------- |
| Tordenskjold   | 30. September 1880 | 2.534 t     | 13,3 kn         | 1 × 35,5 cm L/25 |
| Iver Hvitfeldt | 14. April 1886     | 3.478 t     | 15,1 kn         | 2 × 26 cm L/35   |
| Skjold         | 8. Mai 1896        | 2.195 t     | 13,4 kn         | 1 × 24 cm L/40   |
| Herluf Trolle  | 2. September 1899  | 3.505 t     | 15,6 kn         | 2 × 24 cm L/40   |
| Olfert Fischer | 9. Mai 1903        | 3.650 t     | 15,8 kn         | 2 × 24 cm L/43   |
| Peder Skram    | 2. Mai 1908        | 3.735 t     | 16,0 kn         | 2 × 24 cm L/43   |

## Erneute Namensverwendung

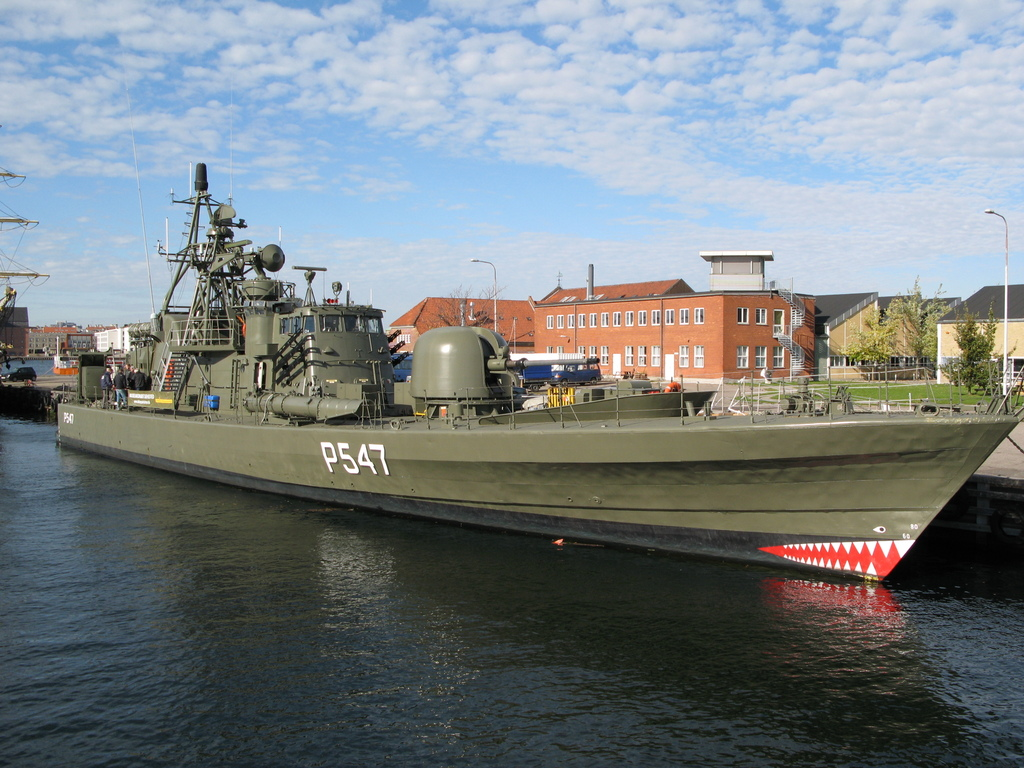
Das Schnellboot Sehested

- Von 1947 bis 1964 verfügte die dänische Marine über das Torpedoboot Huitfeldt (zuletzt P 520) von 901 t, dessen Bau schon im Weltkrieg unter deutscher Besetzung zusammen mit dem Schwesterschiff Willemoes begonnen worden war.
- Von 1978 bis 2000 besaß die dänische Marine das Schnellboot Huitfeldt (P 543, 260 t) der zehn Boote umfassenden Willemoes-Klasse, von der das Schwesterboot Sehested (P 547) in Kopenhagen-Holmen als Museumsschiff erhalten ist.
- 2008 bestellte die dänische Marine drei Fregatten der Iver-Huitfeldt-Klasse (5850 t); das Typschiff Iver Huitfeldt (F 361) wurde im Januar 2011 in Dienst gestellt.